# Autheuil, Eure-et-Loir

Autheuil este o comună în departamentul Eure-et-Loir, Franța. În 1 ianuarie 2018 avea o populație de 179 de locuitori.